# Число Пекле
Число Пекле ({\displaystyle \mathrm {Pe} }) — характеристичне безрозмірне число, що визначається співвідношенням між конвективним і молекулярним процесами переносу тепла (домішок, кількості руху, характеристик турбулентності) у потоці рідини (співвідношення конвекції і дифузії), а також є критерієм подібності для процесів конвективного теплообміну.

## Опис
Назване на честь французького фізика Жана Клода Пекле (фр. J. С. Péclet, 1793—1857).
Використовується при побудові розрахункових схем (метод скінченних різниць, метод скінченних елементів) для розв'язання диференціальних рівнянь у частинних похідних, що описують потік в'язкої рідини.
{\displaystyle \mathrm {Pe} ={\frac {vL}{a}},}
{\displaystyle \mathrm {Pe} ={\frac {\rho c_{p}vL}{\lambda }},}
де
{\displaystyle L} — характерний лінійний розмір поверхні теплообміну;
{\displaystyle v} — швидкість потоку рідини відносно поверхні теплообміну (характеристична швидкість);
{\displaystyle a} — коефіцієнт термічної дифузії;
{\displaystyle c_{p}} — масова теплоємність за сталого тиску;
{\displaystyle \rho } — густина рідини;
{\displaystyle \lambda } — коефіцієнт теплопровідності рідини.
Очевидно, що малі значення числа Ре відповідають дуже малому конвекційному переносу у загальному переносі тепла. Отже, при значеннях чисел  Ре < 1 спостерігається тільки молекулярний перенос, тобто теплопровідність, тоді як при великих значеннях числа Ре роль молекулярного переносу буде незначна. 
Таким чином, при малих значеннях {\displaystyle \mathrm {Pe} } переважає молекулярна теплопровідність, а при великих — конвективне перенесення теплоти.
Число Пекле пов'язане співвідношенням {\displaystyle \mathrm {Pe} =\mathrm {Re} \cdot \mathrm {Pr} } з числом Рейнольдса {\displaystyle \mathrm {Re} } та числом Прандтля {\displaystyle \mathrm {Pr} }.

## Дифузійне число Пекле
Для дифузійного потоку вводять дифузійне число Пекле: 
PeD = Re•Sc = Re •PrD
де Sc, PrD – числа Шмідта і дифузійне Прандтля.
Малі значення числа Ре відповідають дуже малому конвекційному переносу у загальному переносі тепла. Отже, при значеннях чисел  Ре < 1 спостерігається тільки молекулярний перенос, тобто теплопровідність, тоді як при великих значеннях числа Ре роль молекулярного переносу буде незначна.